# Academia Rusă de Științe

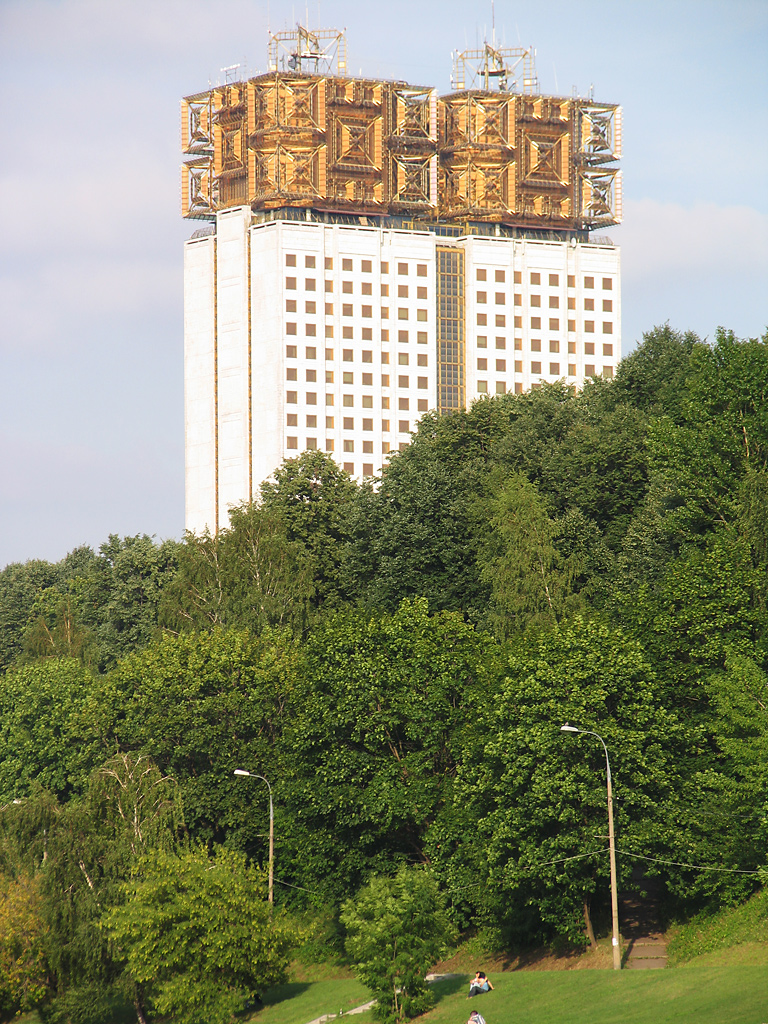
Sediul actual al Academiei la Moscova

Academia Rusă de Științe (rusă Росси́йская акаде́мия нау́к, Rosiiscaia academia nauc, abreviată РАН, RAN), fondată în 1724 de Petru I al Rusiei, desemnează academia națională a Rusiei și o rețea de institute de cercetare științifică, biblioteci, edituri și spitale situate pe întregul teritoriu al Federației Ruse. Este succesoarea Academiei de Științe din URSS.

## Președinți ai Academiei
- Guri Marciuk (1986 – 1991)
- Yury Osipov (1991 – 2013)
- Vladimir Fortov (2013 – martie 2017)
- Valery Kozlov (martie 2017 – septembrie 2017)
- Alexander Sergeev (septembrie 2017 – septembrie 2022)
- Ghenadi Krasnikov[1] (septembrie 2022 – ...)

## Laureați ai Premiului Nobel afiliați Academiei
- Ivan Petrovici Pavlov, medicină, 1904
- Ilia Ilici Mecinikov, medicină, 1908
- Ivan Alekseievici Bunin, literatură, 1933
- Nikolai Nikolaievici Semionov, chimie, 1956
- Igor Evghenievici Tamm , fizică, 1958
- Ilia Mihailovici Frank, fizică, 1958
- Pavel Alexeevici Cerenkov, fizică, 1958
- Lev Davidovici Landau, fizică, 1962
- Nikolai Ghenadievici Basov, fizică, 1964
- Alexandr Mihailovici Prohorov, v, 1964
- Mihail Alexandrovici Șolohov, literatură, 1965
- Aleksandr Isaievici Soljenițîn, literatură, 1970
- Leonid Vitalievici Kantorovici, economie, 1975
- Andrei Dmitrievici Saharov, pace, 1975
- Piotr Leonidovici Kapița, fizică, 1978
- Zhores Ivanovici Alferov, fizică, 2000
- Alexei Alexeevici Abrikosov , fizică, 2003
- Vitali Lazarevici Ghinzburg, fizică, 2003
- Andre Geim, fizică, 2010

## Membri români
- Eugeniu Grebenicov - singurul român membru al Academiei de Științe a Federației Ruse [2]